# Groove Electronic
Groove Electronic ist ein Pseudonym des deutschen DJs Oliver Klitzing. Mit seiner Single Indian Requiem gelang ihm im September 2001 sein erster Charteinstieg in Deutschland auf Platz 87.
Klitzing arbeitet auch unter anderen Pseudonymen wie Analog System, Appendix E, Chromedioxide II, Fusion 808, Kaylab, Lexicon-K, Midi 4, Olivier, Reeloop, Silicon Works, Solo Plastic und Twister’s Silence.

## Diskografie (Singles)
- 2001: Indian Requiem
- 2002: La Ventoline 2002
- 2002: Catalyst
- 2003: Electronic Discussion
- 2004: Call Me Brasil / Expansion